# Frank Borman
Frank Frederick Borman, II (* 14. März 1928 in Gary, Indiana; † 7. November 2023 in Billings, Montana) war ein US-amerikanischer Astronaut.

## Leben
Nachdem Borman 1950 an der Militärakademie in West Point sein Studium beendet hatte, diente er bis 1953 als Kampfpilot der Luftwaffe auf den Philippinen, danach als Fluglehrer in Georgia und Arizona. 1957 erhielt Borman einen Master in Luftfahrttechnik. Danach lehrte er bis 1960 als Assistenzprofessor in West Point Thermodynamik und Fluidmechanik. Dann kehrte er an die Edwards Air Force Base in Kalifornien wieder ins Cockpit zurück: zuerst in der Ausbildung zum Testpiloten, danach als Ausbilder.
Am 17. September 1962 wurde er von der NASA in die zweite Astronautengruppe gewählt. Als Spezialaufgabe übernahm er die Raketen, die die Raumschiffe in die Erdumlaufbahn bringen sollten.
Ende 1963 war Borman als Ersatzpilot für den Jungfernflug Gemini 3 vorgesehen. Durch die Fluguntauglichkeit des vorgesehenen Gemini-3-Kommandanten Alan Shepard und die Verschiebung der Missionsprofile wurde Borman dann jedoch Ersatz-Kommandant von Gemini 4, was am 27. Juli 1964 der Öffentlichkeit mitgeteilt wurde.
Nachdem der Flug im Juni 1965 erfolgreich durchgeführt worden war, wurde Borman zum Kommandanten von Gemini 7 nominiert. Borman war damit nach James McDivitt der zweite NASA-Astronaut, dem schon beim ersten Flug das Kommando über ein Mehrpersonenraumschiff übertragen wurde. Zusammen mit Jim Lovell umkreiste er vom 4. Dezember bis zum 18. Dezember 1965 die Erde, ein Langzeitrekord, der erst 1970 von der Besatzung von Sojus 9 gebrochen wurde.
Am 29. September 1966 wurde er als Ersatzkommandant für den zweiten bemannten Apollo-Flug eingeteilt, doch dieser Flug wurde schon wenige Wochen später wieder gestrichen, weil es eine unnötige Wiederholung des ersten Fluges sei.
Nach der Katastrophe von Apollo 1, bei der drei Astronauten ums Leben kamen, war Frank Borman Mitglied der Untersuchungskommission. In der Folge bekam er die Aufgabe, das Team zum Umbau der Apollo-Kommandokapsel zu leiten.
Nachdem die NASA die Planungen für bemannte Weltraumflüge wieder aufgenommen hatte, wurden am 20. November 1967 die Einteilungen für den zweiten und dritten Apolloflug (Missionen D und E) bekannt gegeben. Borman war als Kommandant für Mission E vorgesehen. Zusammen mit ihm wurden Michael Collins und William Anders eingeteilt. Dies sollte der erste bemannte Flug der neuen Rakete Saturn V werden und bis zu 11 Tage dauern.
Im Sommer 1968 zeichnete sich jedoch ab, dass die Mondlandefähre, die im zweiten bemannten Apolloflug (der Mission D) getestet werden sollte, nicht rechtzeitig einsatzbereit sein würde. Im August entschied die NASA, vorerst ohne die Öffentlichkeit zu informieren, dass die Mission E vorgezogen werden könnte und Bormans Team als Mission C' den Mond umrunden sollte. Allerdings musste sich Michael Collins einer Operation unterziehen und wurde durch Jim Lovell ersetzt.
Nachdem die Mission C (Apollo 7) erfolgreich verlaufen war, entschied die NASA am 10. November endgültig, dass Bormans Mannschaft die erste sein sollte, die zum Mond fliegt. Der historische Flug von Apollo 8 begann am 21. Dezember 1968 und dauerte sieben Tage. Für Borman war dies der zweite und letzte Raumflug. Er war einer der wenigen Astronauten des Gemini- und Apollo-Projekts, die selbst nie als Verbindungssprecher (Capcom) gearbeitet hatten.

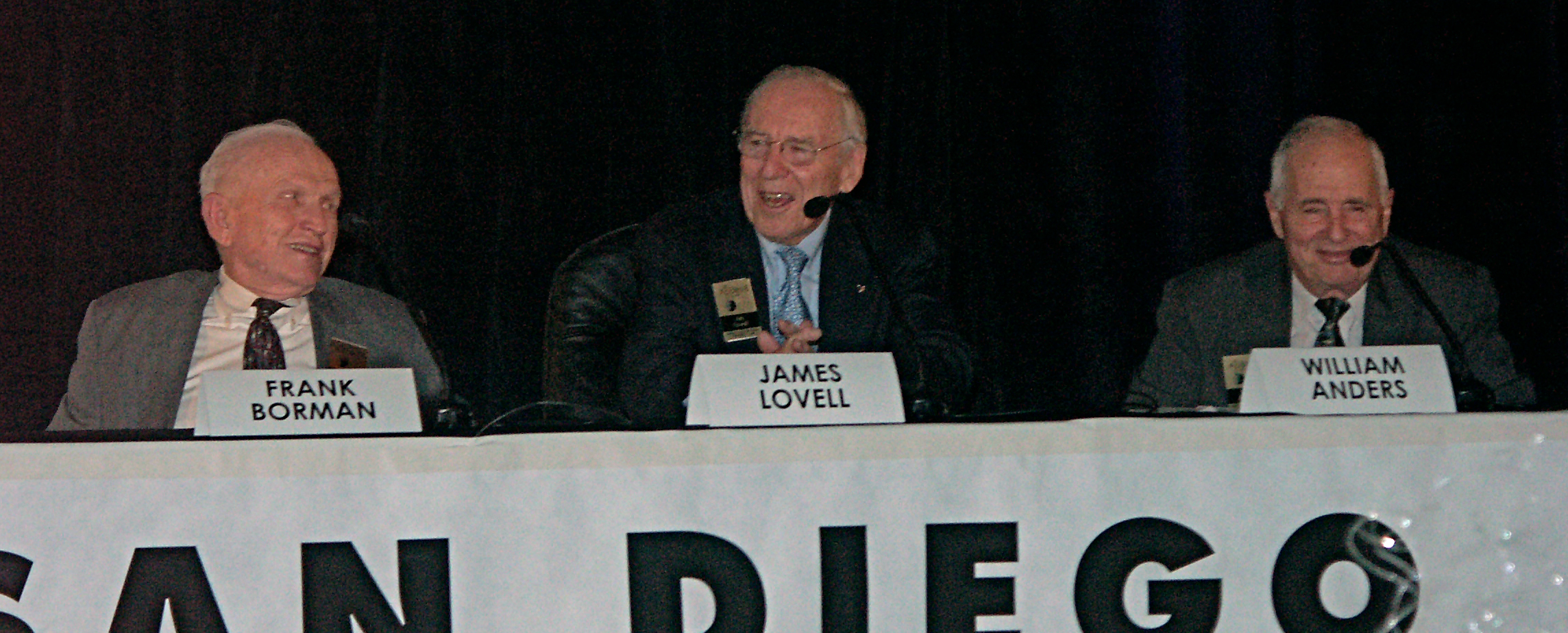
Borman mit Jim Lovell und William Anders im Dezember 2008

Im Juli 1969, kurz vor der Mondlandung von Apollo 11 besuchte Borman offiziell die Sowjetunion. Er wurde dabei von seiner Frau und seinen 15- und 17-jährigen Söhnen begleitet. Borman traf Nikolai Kamanin, den Leiter der sowjetischen bemannten Raumfahrt, sowie die Kosmonauten Feoktistow, Titow, Schatalow, Wolynow, Beregowoi und Tereschkowa. Kamanin würdigte Borman als geübten Redner und Diplomaten sowie als geborenen Politiker.
Am 1. Juli 1970 schied Frank Borman bei der NASA aus und ging zur amerikanischen Fluggesellschaft Eastern Air Lines, zuerst als Vizepräsident, ab 1976 als Vorsitzender. Während seiner Zeit bei Eastern gelangen der Gesellschaft die vier profitabelsten Jahresabschlüsse ihrer Geschichte. Unter seiner Führung beschaffte Eastern als erste amerikanische Fluggesellschaft Flugzeuge von Airbus.
Als eine Lockheed Tristar auf dem Eastern-Air-Lines-Flug 401 am 29. Dezember 1972 in den Everglades in Florida verunglückte, beteiligte Borman sich noch in derselben Nacht persönlich an den Rettungsmaßnahmen.
Im Jahr 1986 zog er sich bei Eastern zurück. Später beschäftigte er sich mit der Restaurierung von Flugzeugen.
Nach dem Tod von Anatoli Filiptschenko am 7. August 2022 war Borman der älteste noch lebende Raumfahrer. Nach seinem Tod ging diese Position an den nur 11 Tage jüngeren Jim Lovell über, der gemeinsam mit Borman zur Apollo-8-Besatzung gehört hatte. Frank Borman verstarb im November 2023 im Alter von 95  Jahren in Billings, Montana.

## Ehrungen
- Borman war einer der ersten sechs Astronauten, denen am 1. Oktober 1978 die Congressional Space Medal of Honor verliehen wurde
- Er ist als einer von wenigen Astronauten Mitglied in der National Aviation Hall of Fame
- 1968 war er mit seinen Kameraden von Apollo 8 Mann des Jahres des Time Magazine
- Der Name des Softwareunternehmens Borland wurde von Bormans Namen inspiriert
- Der Mondkrater Borman wurde 1970 nach ihm benannt